# مجلس أعلى (تشريعي)
المجلس الأعلى هو أحد مجلسي الهيئة التشريعية المكونة من مجلسين، وعادةً ما تسمى الغرفة الأخرى (المجلس الآخر) بـ مجلس النواب. عادة ما يُسمى هذا المجلس رسميًا باسم مجلس الشيوخ ويكون أصغر حجمًا وغالبًا ما تكون صلاحياته أكثر تقييدًا من مجلس النواب. توصف الهيئة التشريعية المكونة من مجلس واحد فقط (وبالتالي لا يوجد بها مجلس أعلى ولا مجلس أدنى) بأنها ذات مجلس واحد.

## خصائص محددة
عادة ما يختلف مجلس الشيوخ عن مجلس النواب في واحد على الأقل من النواحي التالية (على الرغم من أنها تختلف بين الولايات القضائية):
الصلاحيات:
- في النظام البرلماني، غالبًا ما يتمتع مجلس الشيوخ بسلطة أقل بكثير من مجلس النواب. ولذلك، في بعض البلدان يقوم مجلس الشيوخ بـ
  - التصويت على مسائل تشريعية محدودة فقط، مثل التعديلات الدستورية،
  - لا يمكن أن يقترح معظم أنواع التشريعات، وخاصة تلك المتعلقة بالعرض/النقود، والسياسة المالية
  - لا يستطيع التصويت على اقتراح بحجب الثقة عن الحكومة (أو أن مثل هذا الفعل أقل شيوعاً بكثير)، في حين أن مجلس النواب يستطيع ذلك دائماً.
- في النظام الرئاسي :
  - قد يتمتع بسلطة مساوية أو شبه متساوية مع مجلس النواب.
  - وقد تكون له صلاحيات محددة غير ممنوحة لمجلس النواب. على سبيل المثال:
    - يجوز له تقديم المشورة والموافقة على بعض القرارات التنفيذية (مثل تعيين الوزراء أو القضاة أو السفراء).
    - وقد تكون له السلطة الوحيدة لمحاكمة (ولكن ليس بالضرورة الشروع) في قضايا المساءلة ضد المسؤولين في السلطة التنفيذية أو حتى القضائية، بعد قرارات التمكين التي يقرها مجلس النواب.
    - وقد يكون له وحده صلاحية التصديق على المعاهدات.
- في النظام شبه الرئاسي :
  - قد يكون لديه صلاحيات أقل من مجلس النواب
    - في فرنسا شبه الرئاسية، يمكن للحكومة أن تقرر تشريع قانون عادي دون موافقة مجلس الشيوخ (المادة 45 من الدستور)،

  - قد يكون له سلطة متساوية مع مجلس النواب فيما يتعلق بالدستور أو الجماعات الإقليمية.
  - ولا يجوز له التصويت على اقتراح بحجب الثقة عن الحكومة، لكن يجوز له التحقيق في قضايا الدولة.
  - ويجوز له تقديم مقترحات القوانين إلى مجلس النواب.

الحالة:
- في بعض البلدان، لا يجري انتخاب أعضائه شعبيا؛ وقد تكون العضوية غير مباشرة، بحكم المنصب أو بالتعيين.
- قد يجري انتخاب أعضائه بنظام تصويت مختلف عن ذلك المستخدم لانتخاب مجلس النواب (على سبيل المثال، يُنتخب أعضاء المجلس الأعلى في أستراليا والولايات عادة عن طريق التمثيل النسبي، في حين لا يُستخدم ذلك في المجالس الدنيا عادة).
- قد تكون الولايات أو المقاطعات أو التقسيمات الإدارية الأقل سكانًا ممثلة بشكل أفضل في مجلس الشيوخ مقارنة بمجلس النواب؛ وليس المقصود من التمثيل دائمًا أن يكون متناسبًا مع عدد السكان.
- قد تكون فترات ولاية الأعضاء أطول منها في مجلس النواب وقد تكون مدى الحياة.
- ويجوز انتخاب الأعضاء على فترات، لفترات متداخلة، بدلاً من انتخابهم جميعاً في وقت واحد.
- في بعض البلدان، لا يمكن حل مجلس الشيوخ على الإطلاق، أو يمكن حله فقط في ظروف محدودة أكثر من مجلس النواب.
- وعادة ما يكون عدد أعضاءه أو مقاعده أقل من عدد أعضاء مجلس النواب (على الرغم من عدم وجوده في برلمان المملكة المتحدة بشكل ملحوظ).
- وعادة ما يكون سن الترشيح أعلى من مجلس النواب.

## الصلاحيات

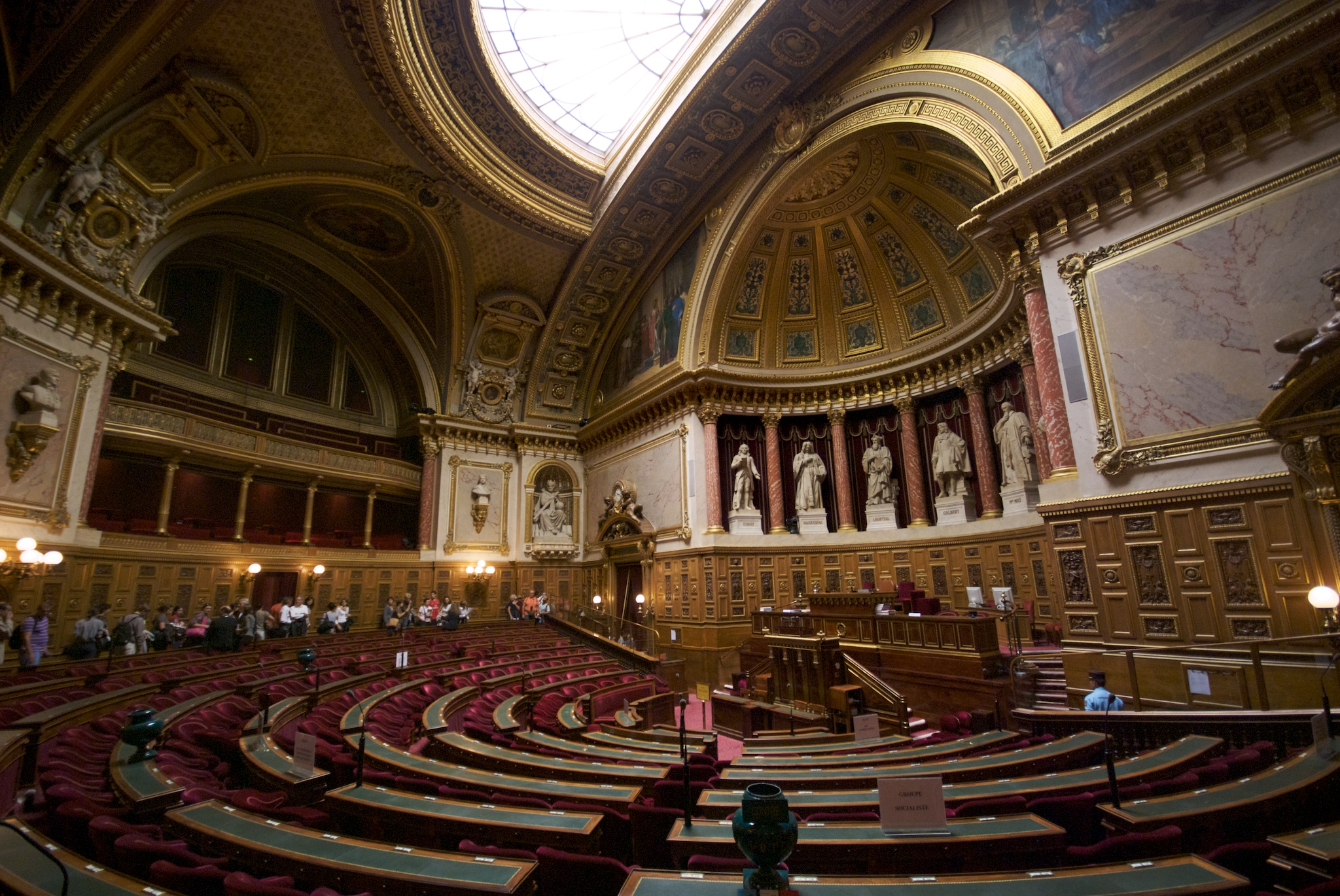
مجلس الشيوخ الفرنسي في قصر لوكسمبورغ

### الأنظمة البرلمانية
في الأنظمة البرلمانية، يُنظر إلى مجلس الشيوخ في كثير من الأحيان على أنه غرفة استشارية أو "غرفة مراجعة". ولهذا السبب، غالبًا ما يجري تقليل صلاحياته في العمل المباشر بطريقة ما. غالبًا ما يُفرض بعض أو كل القيود التالية على المجلس الأعلى:
- غياب الرقابة على السلطة التنفيذية. (من ناحية أخرى، في الولايات المتحدة والعديد من الأنظمة الرئاسية الأخرى، يتمتع مجلس الشيوخ بقدر أكبر من السيطرة على تشكيل مجلس الوزراء والإدارة بشكل عام، من خلال صلاحيته في تأكيد ترشيحات الرئيس للمناصب العليا. )
- لا يوجد حق النقض المطلق للتشريعات المقترحة، على الرغم من السماح باستخدام حق النقض الإيقافي في بعض الدول.
- وفي البلدان التي يمكن للمجلس فيها الاعتراض على التشريعات (مثل هولندا)، قد لا يكون قادرًا على تعديل المقترحات.
- دور محدود أو حتى غائب في اقتراح التشريعات.
- لا توجد سلطة لمنع العرض أو تدابير الميزانية (مثال نادر لمجلس الشيوخ البرلماني الذي يمتلك هذه السلطة هو مجلس الشيوخ الأسترالي، الذي مارس هذه السلطة بشكل ملحوظ في عام 1975)

في الديمقراطيات البرلمانية وبين المجالس العليا الأوروبية، يعد مجلس الشيوخ الإيطالي استثناءً ملحوظًا لهذه القواعد العامة، حيث يتمتع بنفس الصلاحيات التي يتمتع بها المجلس الأدنى: يمكن طرح أي قانون في أي من المجلسين ويجب الموافقة عليه بنفس الشكل من قبل كليهما. بالإضافة إلى ذلك، يجب أن تحصل الحكومة على موافقة المجلسين للبقاء في منصبها، وهو الموقف المعروف باسم "النظام الثنائي المثالي" أو "النظام الثنائي المتساوي".
ويتمثل دور مجلس المراجعة في فحص التشريعات التي ربما تمت صياغتها على عجل في مجلس النواب واقتراح تعديلات قد يرفضها مجلس النواب إذا رغب في ذلك. ومن الأمثلة على ذلك مجلس اللوردات البريطاني. بموجب قانون البرلمان لعام 1911 و1949، لم يعد بإمكان مجلس اللوردات منع تمرير معظم مشاريع القوانين، ولكن يجب منحه الفرصة لمناقشتها واقتراح تعديلات، وبالتالي يمكنه تأخير تمرير مشروع القانون الذي لا يوافق عليه. لا يمكن تأجيل مشاريع القوانين إلا لمدة تصل إلى عام واحد قبل أن يتمكن مجلس العموم من استخدام قانون البرلمان، على الرغم من أنه لا يمكن تأجيل مشاريع القوانين الاقتصادية إلا لمدة شهر واحد فقط. يُنظر إليه أحيانًا على أنه يلعب دورًا خاصًا في حماية دستور المملكة المتحدة غير المدون والحريات المدنية المهمة ضد التغيير غير المدروس. لدى مجلس اللوردات البريطاني عدد من الطرق لمنع التشريعات ورفضها؛ ومع ذلك، يمكن لمجلس العموم في نهاية المطاف استخدام قانون البرلمان لفرض شيء ما. غالبًا ما يقبل مجلس العموم التعديلات التي يقرها اللوردات؛ ومع ذلك، فقد وصل المجلسان في بعض الأحيان إلى مواجهة دستورية. على سبيل المثال، عندما حاولت حكومة حزب العمال عام 1999 طرد جميع الأقران بالوراثة hereditary peers من اللوردات، هدد اللوردات بتخريب الأجندة التشريعية للحكومة بأكملها وعرقلة كل مشروع قانون يُرسل إلى المجلس. أدت هذه المواجهة إلى مفاوضات بين فيسكونت كرانبورن، زعيم الظل في مجلس النواب آنذاك، وحكومة حزب العمال، مما أدى إلى تعديل ويذرل لقانون مجلس اللوردات لعام 1999، والذي حافظ على 92 من الأقران بالوراثة في المجلس. التسوية والتفاوض بين المجلسين تجعل من قانون البرلمان خطة احتياطية نادرا ما تستخدم.

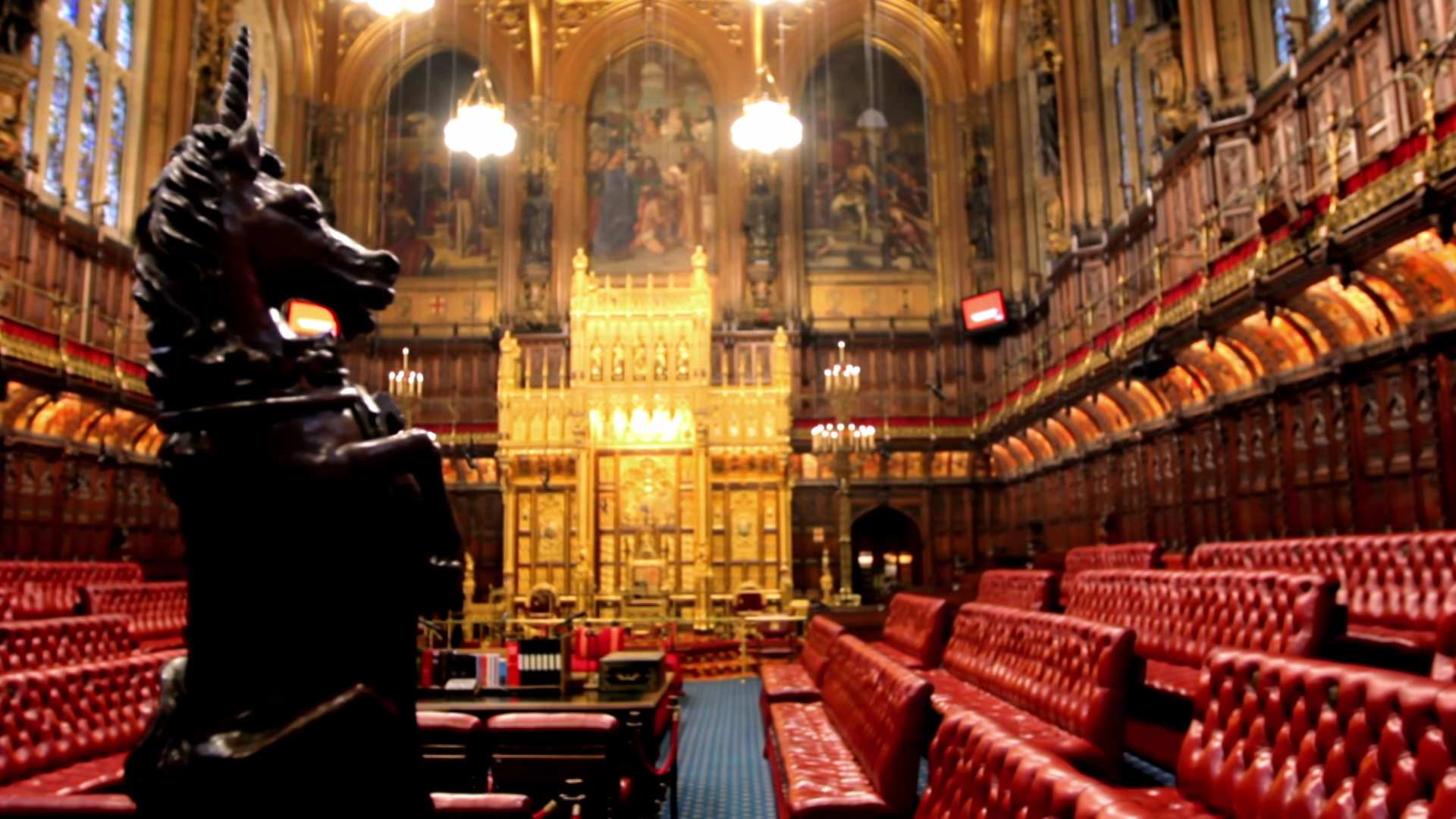
مجلس اللوردات، المجلس الأعلى في المملكة المتحدة

وحتى بدون حق النقض، قد يرفض مجلس الشيوخ التشريع. وقد تمنح معارضته لمجلس النواب فرصة لإعادة النظر أو حتى التخلي عن الإجراء المثير للجدل. ويمكنه أيضًا تأخير مشروع القانون بحيث لا يتناسب مع الجدول التشريعي، أو حتى تنتج الانتخابات العامة مجلسًا جديدًا للنواب لا يرغب في المضي قدمًا في مشروع القانون.
ومع ذلك، احتفظت بعض الدول لفترة طويلة بمجلس أعلى قوي. على سبيل المثال، قد تكون موافقة مجلس الشيوخ على التشريع ضرورية (رغم أن هذا نادراً ما يمتد إلى التدابير المتعلقة بالميزانية، كما ذكرنا أعلاه). عادة ما تتضمن الترتيبات الدستورية للدول ذات المجالس العليا القوية وسيلة لحل المواقف التي يكون فيها المجلسان على خلاف مع بعضهما البعض.
في الآونة الأخيرة، اتجهت الأنظمة البرلمانية إلى إضعاف صلاحيات المجالس العليا مقارنة بنظيراتها الدنيا. وقد جرى إلغاء بعض المجالس العليا بالكامل. وجرى تقليص صلاحيات البعض الآخر من خلال التعديلات الدستورية أو التشريعية. بالإضافة إلى ذلك، غالبًا ما توجد اتفاقيات مفادها أنه لا ينبغي لمجلس الشيوخ أن يعيق عمل الحكومة لأسباب تافهة أو حزبية فقط. وقد تميل هذه الاتفاقيات إلى التشدد مع مرور الوقت.

### الأنظمة الرئاسية
في الأنظمة الرئاسية، يُمنح مجلس الشيوخ في كثير من الأحيان صلاحيات أخرى للتعويض عن القيود التي عليه:
- عادة ما تتطلب التعيينات التنفيذية في مجلس الوزراء والمكاتب الأخرى موافقة المجلس.
- وكثيراً ما يكون له السلطة الوحيدة لمنح الموافقة على التصديق على المعاهدات الأجنبية وإلغائها.

## الهيكل المؤسسي
هناك مجموعة متنوعة من الطرق التي يجري بها تجميع أعضاء المجلس الأعلى، مثل: عن طريق الانتخاب المباشر أو غير المباشر، أو التعيين أو مزيج من هذه الطرق. لا يُنتخب العديد من المجالس العليا بشكل مباشر، بل يجري تعيينها: إما من رئيس الدولة، أو من رئيس الحكومة، أو بطريقة أخرى. ويهدف هذا عادة إلى إنتاج مجموعة من الخبراء أو المواطنين المتميزين، الذين لن يأتوا بالضرورة في الانتخابات. على سبيل المثال، يُعين أعضاء مجلس الشيوخ الكندي من قبل الحاكم العام بناء على نصيحة رئيس الوزراء.
في الماضي، كانت مقاعد بعض المجالس العليا وراثية بالكامل، كما هو الحال في مجلس اللوردات البريطاني حتى عام 1999 وفي مجلس النبلاء الياباني حتى جرى إلغاؤه في عام 1947.
ومن الشائع أيضًا أن يتكون مجلس الشيوخ من مندوبين تختارهم حكومات الولايات أو المسؤولون المحليون. يجري ترشيح أعضاء المجلس الأعلى (راجيا سابها) في الهند من قبل مختلف الولايات والأقاليم الاتحادية، في حين يجري ترشيح 12 منهم من قبل رئيس الهند. وعلى نحو مماثل، على مستوى الولايات، يُرشح ثلث أعضاء المجلس التشريعي للولاية (فيدان باريشاد) من قبل الحكومات المحلية، والثلث من قبل المشرعين الحاليين، ويُنتخب الباقي من قبل أعضاء مختارين من هيئة الناخبين. كان يُختار مجلس الشيوخ الأمريكي من قبل المجالس التشريعية في الولاية حتى إقرار التعديل السابع عشر في عام 1913.
يمكن انتخاب مجلس الشيوخ بشكل مباشر ولكن بنسب مختلفة عن مجلس النواب - على سبيل المثال، لدى مجالس الشيوخ في أستراليا والبرازيل والولايات المتحدة عدد ثابت من الأعضاء المنتخبين من كل ولاية، بغض النظر عن عدد السكان.

## إلغاء المجلس
كانت العديد من الولايات القضائية تمتلك مجالس عليا سابقًا، ولكنها ألغتها لتبني أنظمة أحادية المجلس، مثل كرواتيا، الدنمارك، إستونيا، المجر، أيسلندا، إيران، موريتانيا، نيوزيلندا ، بيرو، السويد، تركيا، فنزويلا، والعديد من الولايات الهندية، الولايات البرازيلية، المقاطعات الكندية، الكيانات دون الوطنية مثل كوينزلاند، وبعض الولايات القضائية الأخرى. كان لدى نيوفاوندلاند مجلس تشريعي قبل الانضمام إلى كندا، كما فعلت أونتاريو عندما كانت كندا العليا وكيبيك من عام 1791 (مثل كندا السفلى ) إلى عام 1968.
تعد نبراسكا هي الولاية الوحيدة في الولايات المتحدة التي تتمتع بهيئة تشريعية ذات مجلس واحد، بعد أن ألغى مجلسها الأدنى في عام 1934، في حين أن مجلس شيوخ نبراسكا، وهو المجلس الأعلى قبل عام 1934، يواصل اجتماعاته.
كان لولاية كوينزلاند الأسترالية أيضًا مجلس تشريعي معين قبل إلغائه في عام 1922. واستمرت جميع الولايات الأسترالية الأخرى في اتباع أنظمة ذات مجلسين.
مثل كوينزلاند، كان لولاية بافاريا الألمانية مجلس ثان معين، وهو مجلس شيوخ بافاريا، من عام 1946 إلى عام 1999.
أُلغي مجلس الشيوخ في الفلبين ــ وجرى استعادته ــ مرتين: من عام 1935 إلى عام 1945 عندما انعقدت الجمعية الوطنية المكونة من مجلس واحد، ومن عام 1972 إلى عام 1987 عندما أُغلق الكونجرس، وفي وقت لاحق تمت الموافقة على دستور جديد لإنشاء برلمان من مجلس واحد. أعيد تأسيس مجلس الشيوخ مع استعادة الكونغرس المكون من مجلسين عبر تعديل دستوري في عام 1941، ومن خلال اعتماد دستور جديد في عام 1987.
وعدت حكومة أيرلندا السابقة (الدايل الحادي والثلاثون the 31st Dáil) بإجراء استفتاء وطني على إلغاء مجلس الشيوخ، Seanad Éireann، خلال جلسة المجلس الرابعة والعشرين. وبفارق ضئيل، صوت الشعب الأيرلندي لصالح الإبقاء عليه. أيد حزب فاين جايل ذو الميول المحافظة وحزب الشين فين ذو الميول اليسارية الإلغاء، في حين كان حزب فيانا فايل الوسطي وحده من بين الأحزاب الرئيسية التي دعمت الإبقاء على مجلس الشيوخ.

## ألقاب المجلس العليا

### المصطلحات الشائعة
- مجلس الشيوخ — وهو الأكثر شيوعا
- المجلس التشريعي ( الولايات الهندية التي لديها مجالس عليا؛ جزيرة مان ؛ وكل ولاية أسترالية لديها مجلس أعلى)
- المجلس الاتحادي ( ألمانيا، النمسا ) أو مجلس الاتحاد ( روسيا )
- مجلس الولايات ( سويسرا، الهند ( راجيا سابها )، السودان )
- الغرفة الأولى — هولندا ( السويد سابقًا)
- مجلس اللوردات - في المملكة المتحدة، وكذلك في أيرلندا سابقًا وفي الممالك الناطقة بالألمانية ( هيرينهاوس )، على سبيل المثال مجلس اللوردات النمساوي ومجلس اللوردات البروسي

### عناوين فريدة
| الدولة                 | العنوان الفريد لمجلس الأعلى | ترجمة                     |
| ---------------------- | --------------------------- | ------------------------- |
| البوسنة والهرسك        | دوم نارودا                  | بيت الشعوب                |
| الدنمارك               | لاندستينجيت                 | التجمع التداولي           |
| أثيوبيا                | يفدريشن مكير بيت            | بيت الاتحاد               |
| الهند                  | راجيا سابها                 | مجلس الولايات             |
| الهند                  | فيدان باريشاد               | المجلس التشريعي           |
| إندونيسيا              | ديوان بيرواكيلان دائرة      | المجلس التمثيلي الإقليمي  |
| اليابان                | سانجين                      | مجلس المستشارين           |
| مملكة المجر            | فورينديهاز                  | بيت الأقطاب               |
| ماليزيا                | ديوان نيجارا                | مجلس الدولة (مجلس الشيوخ) |
| ميانمار                | أميوثا هلوتاو               | دار القوميات              |
| نيبال                  | راستريا سابها               | الجمعية الوطنية           |
| جمهورية الصين (تايوان) | يوان التحكم                 | دار الإشراف               |
| سلوفينيا               | Državni svet                | المجلس الوطني             |
| أرض الصومال            | جلاها جورتيدا               | دار الحكماء               |
| جنوب أفريقيا           | المجلس الوطني للأقاليم      |                           |
| تايلاند                | ووثيسافا                    | المجلس الأعلى             |